# Ogun (rivier)
De Ogun is een 480 km lange rivier in het zuiden van Nigeria.
De rivier ontspringt in de staat Oyo, stroomt zuidwaarts en mondt uit in de Lagune van Lagos die in verbinding staat met de Golf van Guinee. De rivier stroomt onder andere door Abeokuta. Daar overstroomde de rivier in juli 2020 met grote materiële schade tot gevolg.
Na het natte seizoen stroomt de bovenloop van de Ogun van juli tot december, maar na het droge seizoen kan de rivier gedeeltelijk droogvallen waarbij waterpoelen overblijven. Op de bovenloop van de rivier werd tussen 1980 en 1982 de Ikere Gorgedam gebouwd. Het was de bedoeling om met het water van het gecreëerde stuwmeer elektriciteit op te wekken, maar deze plannen werden niet uitgevoerd.
Nabij de monding heeft de Ogun een estuarium met brak water.